# جمهوری روم (۱۸۴۹)
جمهوری روم (ایتالیایی: Repubblica Romana) یک ایالت کوتاه مدت بود که در ۹ فوریه ۱۸۴۹ اعلام شد، زمانی که دولت ایالات متحده پاپی به دلیل عزیمت پاپ پیوس نهم به گائتا به‌طور موقت با یک دولت جمهوری‌خواهی گائتا جایگزین شد.